# Drégelyvár utca
A Budapest XV. kerületi Drégelyvár utca a kerület két városrészének, Pestújhelynek és Újpalotának a határát képező út.

## Fekvése
A Drégelyvár utca a Rákospalotai Körvasút sornál kezdődik és a Késmárk utca csomópontjáig tart. Természetes folytatása a városhatár irányába a Nyírpalota út, Zugló felé pedig a XIV. kerületi Csömöri út. A közúti forgalom a Csömöri utat és a Drégelyvár utcát összekötő felüljárón zajlik. Az utca páros, pestújhelyi oldalát családi házak, a páratlan - újpalotait-  tízemeletes, szovjet típusú lakótelepi épületek határolják.

## Története
Az utca Pestújhely létrejötte után, 1911-12-ben került a településhez oly módon, hogy a pestújhelyi Thököly úton túl eső részt a Pestújvárosi Takarékpénztár felparcellázta és Honfoglalástelep, (néhol Honfoglalótelep) néven árusítani kezdte. Az ekkor kialakított házhelyek közt nyitották meg a Bosnyák utcát is, melyet ma Drégelyvár utcaként ismerünk. Így az utca Pestújhely egyik legszélső közterülete volt, ennél kijjebb már csak a Lőcse (ma: Lőcsevár utca) terült el, azon túl már Rákospalota részét képező földek terültek el. Az eredeti, Bosnyák utca elnevezés utalt arra, hogy ezen az utcán juthattak el a helyiek a Bosnyák térre - hosszú időn át egy szintbeli vasúti átjárón. Az Újpalotai lakótelep részét képező ún. Frankovics Mihály utcai lakótelep építésekor számos családi házat lebontottak, és a korábban Pestújhely részét képező, a Drégelyvár utcától Rákosszentmihály felé elterülő terület Újpalotáé lett. A legjelentősebb közlekedési változás az 1973. december 29-én megnyitott ún. Csömöri úti felüljáró átadása volt, ami megteremtette Újpalota közvetlen kapcsolatát Zuglóval, így a korábbi városszéli utcácskából fontos főútvonal vált.

## Elnevezése
Az utca eredeti neve Bosnyák utca volt, ennek a névnek a feltűnése az 1910-es évek utánra tehető, mikor a közvetlen környék parcellázására sor került. 1968-ban nevezték át a közterületet Frankovics Mihály utcára, amikor már tervezték az Újpalotai lakótelepet, és tudták, hogy az utcácskából főútvonal lesz. Az eredeti elképzelés az volt, hogy a lakótelep főútvonalának teljes hosszában - vagyis a mai Nyírpalota úti szakaszt is magábafoglalóan - Frankovics Mihály utca lesz a közterület neve. Frankovics Mihály munkásmozgalmi múltjára való tekintettel a közterület névváltoztatását a rendszerváltás után kezdeményezték, és a közeli Lőcsevár utca elnevezésének a mintájára született a Drégelyvár név.

## Jelentős szobrok
- 57-63. a szolgáltatóház előterében látható Rátonyi József Ikrek című szoborkompozíciója, melyet 1975-ben állítottak fel.[6]